# Littleton and Harestock
Littleton and Harestock är en civil parish i Storbritannien.   Den ligger i grevskapet Hampshire och riksdelen England, i den södra delen av landet, 100 km sydväst om huvudstaden London. Littleton and Harestock gränsar till Winchester.